# Elvira Ribeiro Tobío
Elvira Ribeiro Tobío (Cerponzóns, Pontevedra, 5 de maig de 1971) és una poeta gallega. La seua tasca en l'àmbit de la literatura la va portar a les universitats de Tübingen i Heilderberg (Alemanya), a la Universitat de Zadar (Croàcia), o a la Universitat de les Illes Balears. Rere una etapa de tres anys a la Corga de Arriba (Cequeril, Cuntis), des de l'any 2012 viu a Vigo.
A començaments del segle XXI comença a participar en obres col·lectives.

## Obres

### Poesia
- Andar ao leu (Col·lecció Tambo, Diputació de Pontevedra, 2005).
- Arxilosa (Col·lecció Hipocampo Amigo, Litoral das Rías, 2005).
- 12 estampas sobre a cidade e o desexo (en Premio Faustino Rey Romero. 10 anos de poesía, Ajuntament de Rianxo, 2008)
- Biografía da Multitude (IEM, 2009, escrito xunto con Silvia Penas)
- Sibeira, mon amour (en Grial nº 186, 2010)
- carnia haikai (A. C. Caldeirón, 2012).
- corpos transitivos (Edicións Fervenza, 2013).
- playlist para unha retirada (pendent de publicació).
- Welcome to Sing Sing (Barbantesa, 2017).

### Literatura infantil i juvenil
- pAlAbrAs brAncAs (Xerais, 2008). Il·lustracions de Fino Lorenzo.
- As redes de Inés (Xerais, 2014). Il·lustracions de Fino Lorenzo.

### Assaig
- Descubrir Pontevedra (Edicións do Cumio, 2008).
- Mulleres bravas da nosa historia. Maruja Mallo (Urco, 2017).

### Narrativa
- Selección de relatos publicados na páxina da AELG

### Antologies
- Das sonorosas cordas (Eneida, Madrid, 2005)
- Pontevedra literaria. Antoloxía de textos en homenaxe á Boa Vila (Ajuntament de Pontevedra/Fundació CaixaGalicia, 2009)
- Erato bajo la piel del deseo (Sial Ediciones, 2010)
- Veinte puntos de fuga (El perro y la rana, Caracas, 2011)
- Poetízate (Xerais, 2011)
- Novas de poesía. 17 poetas (Fundació Uxío Novoneyra, 2013)
- 10 anos na porta (antoloxía d'A Porta Verde do Sétimo Andar, 2015)

### Traduccions
- Herbario, de Elena Poniatowska, incluído no volume A filla do filósofo (Galaxia, 2009).